# Janne Carlsson
Pour les articles homonymes, voir Carlsson.
Jan Edvard Carlsson, dit Janne Carlsson, né le 12 mars 1937 à Stockholm et mort le 31 août 2017 à Kristianstad , est un acteur et musicien suédois.

## Biographie

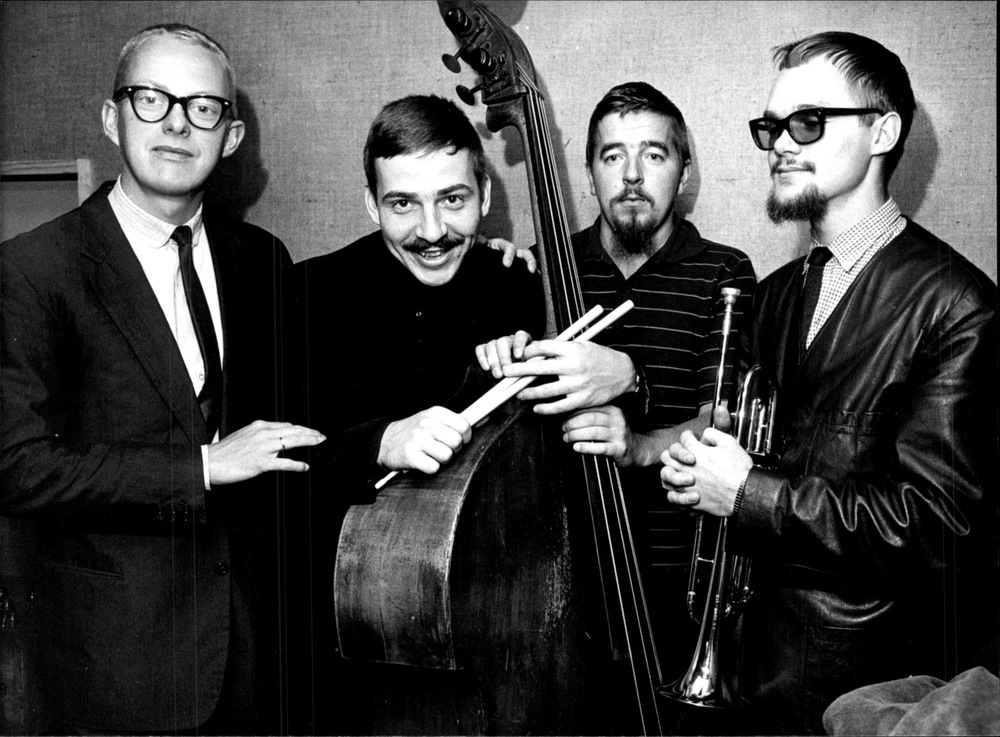
Janne Carlsson (2ème à partir de la gauche) en 1964.

Janne Carlsson est surnommé « Loffe » en référence à son rôle dans la minisérie de 1973 Någonstans i Sverige.
Il joua de la batterie, du trombone, de la flûte et du saxophone. Il forma avec Bo Hansson le duo jazz-rock Hansson & Karlsson, qui connaît un certain succès en Suède à la fin des années 1960, mais Carlsson choisit de mettre sa carrière musicale entre parenthèses en 1969 pour se consacrer au cinéma et à la télévision. Il s'y distingua dans un registre principalement humoristique.

## Filmographie

### Cinéma
- 1970 : Joyeuses Pâques (Lyckliga skitar)
- 1971 : Exponerad
- 1971 : 47:an Löken
- 1971 : 47:an Löken blåser på
- 1974 : Det sista äventyret
- 1974 : Världens bästa Karlsson
- 1975 : Maria de Mats Arehn (sv) : Rikard
- 1976 : Drömmen om Amerika
- 1979 : Repmånad
- 1980 : Sverige åt svenskarna
- 1981 : Göta kanal
- 1983 : Henrietta
- 1984 : Sköna juveler
- 1985 : Smugglarkungen
- 1985 : Svindlande affärer
- 1986 : Transportsadisterna
- 2001 : Jordgubbar med riktig mjölk
- 2006 : Små mirakel och stora
- 2006 : Göta kanal 2 – Kanalkampen
- 2008 : Rallybrudar
- 2009 : Göta kanal 3

### Télévision
- 1973 : Någonstans i Sverige (série)
- 1973 : Vem älskar Yngve Frej (téléfilm)
- 1976 : På palmblad och rosor (téléfilm)
- 1979 : Katitzi (série)
- 1981 : Genombrottet (téléfilm)
- 1989 : Det var då... (série)
- 1990 : Kulan (série)
- 1993 : Nästa man till rakning (série)
- 1996 : Vänner och fiender (série)
- 1997 : Svenska hjältar (série)
- 2008 : Stjärnorna på slottet (série)